# Hartowanie roślin
Hartowanie roślin – zjawisko sezonowej aklimatyzacji roślin do niskich temperatur. Proces jest formą odporności na niskie temperatury i prowadzi do stopniowego nabycia mrozoodporności. Hartowanie zachodzi w dwóch lub trzech etapach.

## Etap pierwszy
Etap pierwszy rozpoczyna się w wyniku odebrania przez roślinę informacji o skracaniu dnia. Za informacje o fotoperiodzie odpowiedzialne są przemiany fitochromu. Drugim odbieranym bodźcem jest zmiana temperatury. U drzew hartowanie rozpoczyna się w temperaturze 5-10 °C, a u roślin dwuletnich 2-5 °C. po odebraniu sygnału w roślinie wzrasta stężenie kwasu abscysynowego i spada zawartość giberelin. W komórkach parenchymatycznych gromadzone są substancje zapasowe, głównie skrobia i lipidy. W żywych komórkach redukcji ulega objętość wakuoli. Maleje też potencjał wody w komórce. U roślin dwuletnich dochodzi do zmian morfologicznych pojawiających się w efekcie względnego nadmiaru energii świetlnej pochłanianej przez chlorofil, jednak nadmiar ten nie może być wykorzystany do syntezy związków organicznych w cyklu Calvina z powodu spadku aktywności enzymów w niskich temperaturach. Powstają liście o grubszych blaszkach i zbudowane z komórek o zwiększonej grubości ścian komórkowych.

## Etap drugi
Drugi etap hartowania indukowany jest spadkiem temperatur poniżej 0 °C. Podczas tego etapu następuje przebudowa błon cytoplazmatycznych. Kwasy tłuszczowe nasycone wymieniane są na kwasy tłuszczowe nienasycone. Zmienia się proporcja fosfatydylocholiny, fosfatydylogliceroli i fosfatydyloinozytolu. W komórkach wytwarzane są białka indukowane chłodem oraz aktywowane enzymy antyoksydacyjne. W tkankach wzrasta stężenie etylenu. Modyfikacji ulega metabolizm, rośliny dwuletnie przechodzą w stan spoczynku wymuszonego, a drzewa i byliny w stan spoczynku głębokiego.

## Etap trzeci
W trzecim etapie, w warunkach mrozu, dochodzi do krystalizacji wody w przestrzeniach międzykomórkowych oraz naczyniach. Dochodzi także do ubytku wody w cytoplazmie. Rośliny są w stanie przetrwać mrozy do -25 °C, a drzewa nawet do -50 °C.  Wiosną, gdy temperatury znów osiągają wartości dodatnie dochodzi do rozhartowania roślin. Rozhartowane rośliny są wrażliwe nawet na przymrozki.
Do rozhartowania roślin drzewiastych może dojść także w środku zimy, jeśli nastąpi wyraźne ocieplenie. Im dłuższy jest okres ocieplenia i wyższa temperatura dobowa tym proces rozhartowania może być głębszy, łącznie z cofnięciem zmian zachodzących w drugiej fazie hartowania. Jeżeli po okresie ocieplenia spadki temperatur są stopniowe to rośliny ponownie nabywają wyższą odporność na mróz.